# Bobcat (màquina)

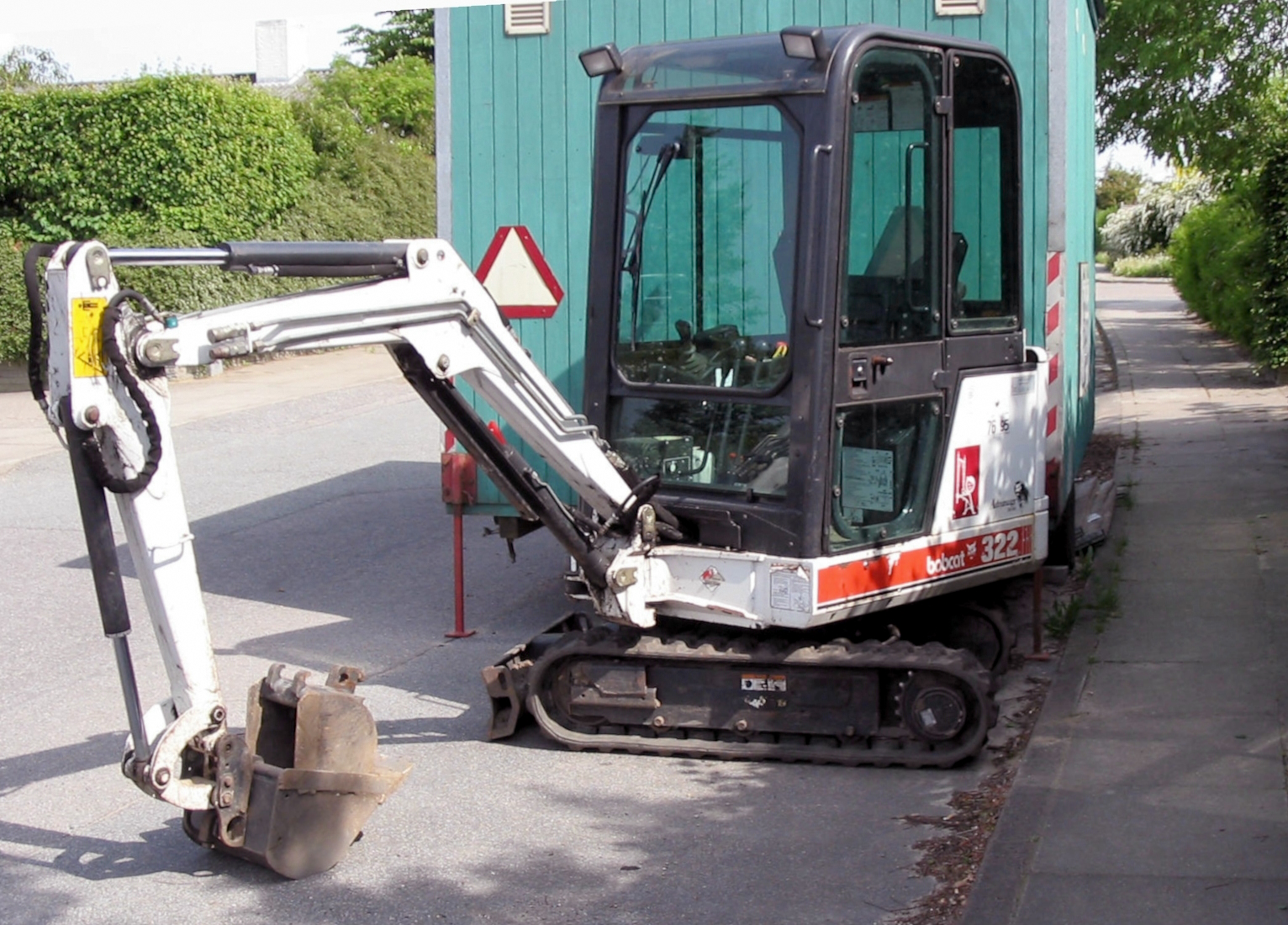
Bobcat equipat amb pala retroexcavadora.

Bobcat  és una línia d'equips agrícoles i de construcció fabricats a West Fargo, Gwinner i Bismark, de Dakota del Nord, EUA, per  Bobcat Company , una subsidiària de l'empresa Doosan infracore des de 2007. La companyia ven petits carregadors, excavadores compactes, vehicles utilitaris compactes i altres equips hidràulics petits, tots sota la marca  Bobcat .

## Història
El nom inicialment feia referència als carregadors produïts per l'empresa Melroe Manufacturing, la qual va iniciar amb un carregador el 1960, el model M-400, però el nom  Bobcat  va començar a ser usat el 1962 amb el model 440.
En la saga de Grand Theft Auto hi ha un vehicle amb aquest nom.

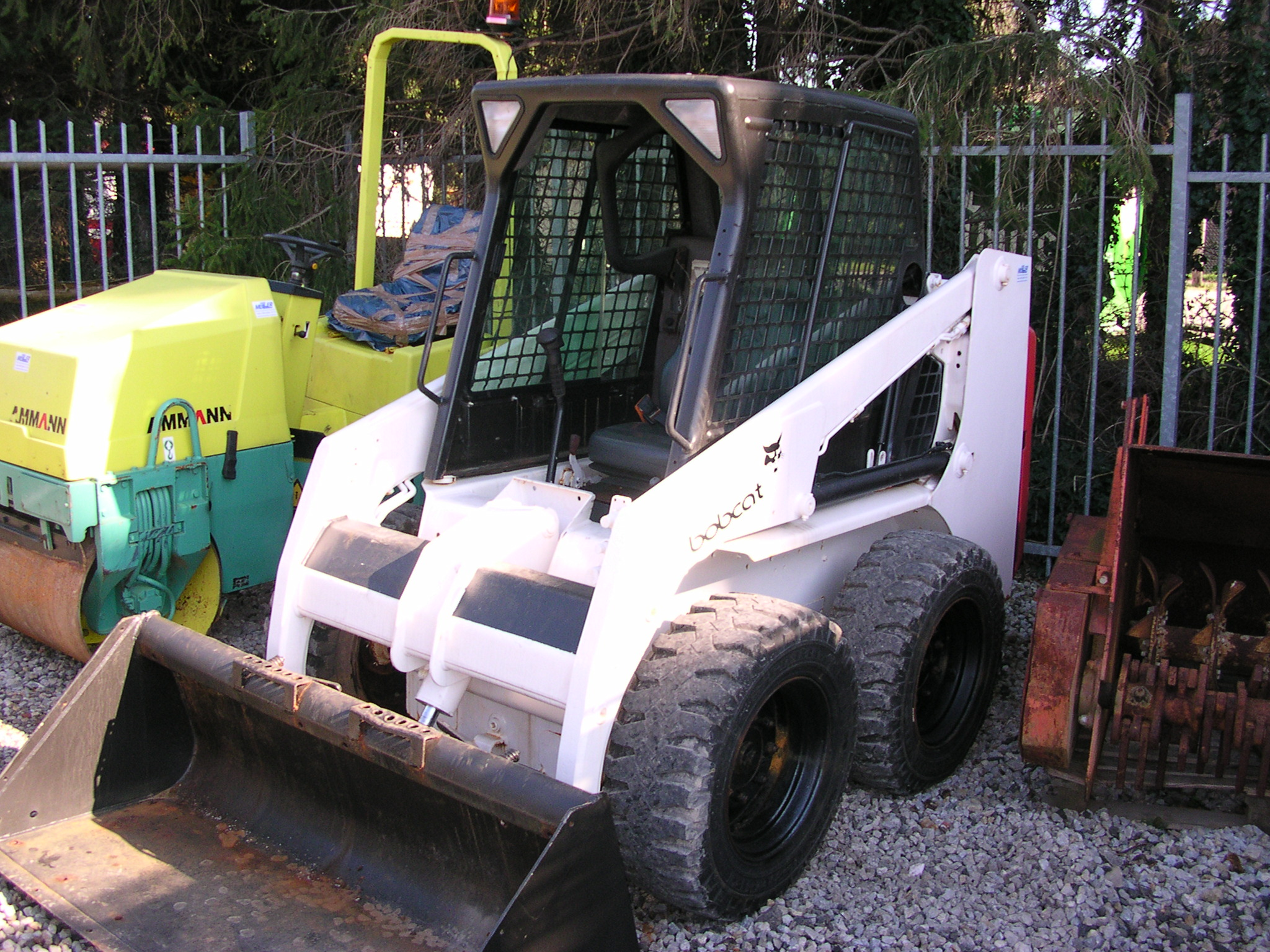
minicarregadora BOBCAT S130